# Миколаївка (Леовський район)
Миколаївка (рум. Nicolaevca) — село в Леовському районі Молдови. Входить до складу комуни, адміністративним центром якої є село Хенесеній-Ной.